# Vojenský újezd Lešť
Vojenský újezd Lešť (slovensky Vojenský obvod Lešť) je vojenský újezd na Slovensku v okrese Zvolen.
Vojenský újezd Lešť byl územně totožný s vojenským výcvikovým prostorem Lešť. K 1. červenci 2008 byl Vojenský útvar 4558 Lešť zrušen a přešel do podřízenosti Ústavu speciálního zdravotnictví a výcviku Ministerstva obrany SR. V roce 2013 byl přednostou újezdního úřadu vojenského újezdu pplk. Ing. Štefan Pomoty.
V leští se nachází také Výcvikové centrum HZS Lešť. Jeho součástí je několik trenažérů. V Lešti trénují i dobrovolní hasiči.
Po vpádu vojsk Varšavské smlouvy do Československa v roce 1968 byl na Oremově laze umístěn 30. tankový prapor a 144. protiletadlový raketový pluk, oba jako součást 30. gardové motostřelecké divize sídlící ve Zvolenu, příslušející do Střední skupiny sovětských vojsk. Jak objekty jsou uváděny: „sklady pohonných hmot Pereš, Vojenský výcvikový prostor Riečky-Košová, tankodrom, garážový dvůr, Vojenský výcvikový prostor-hlavní tábor, sídliště Družba, muniční sklad Močiarka, autodrom nad hlavním táborem, Slávia-Pavlíkov Laz, tankodrom Kozí Vrch, střelnice Kamenný vrch, tanková střelnice, tábořiště Broškov prameň, pěchotní střelnice Buťová.“
V roce 1984 se ve výcvikovém prostoru uskutečnilo cvičení vojsk Varšavské smlouvy „Štít 84“.